# 嗅覺系統
嗅覺系統是指感受气味的感受系统。大部份哺乳類及爬蟲類動物的嗅覺系統由主要嗅覺系統（main olfactory system）及輔助嗅覺系統（accessory olfactory system）组成，前者負責感應氣態物質的氣味，後者則負責感應液態物質的氣味。大多数行为研究表明辅助嗅觉系统接受的气味通常是信息激素。

谈及嗅觉系统，我们通常会联系到同样是化学性感受的味觉系统，因为两者都将化学信号转化为感受。

## 功能
味觉系统的机制可以被分为两类，一个是边缘系统，感受外界刺激并在神经元上转化成电子信号；另外一个是中央系统，其中所有的信号在中央神经系统整合及处理。

### 边缘系统
对于哺乳类动物来说，主要嗅觉系统从鼻子吸入气体，接触到包含有很多种嗅觉感受器的嗅觉上皮细胞，从而探测到气味。这些气味感受器是嗅觉上皮细胞上的两极嗅觉感受神经的膜蛋白。并不是像大多数感受器结合特定的配体，嗅觉感受器对很多范围的气体分子呈现亲和性。嗅觉神经将感受器激活成电子信号。信号从而在嗅觉神经上转导。嗅觉神经，类似于感光神经，并不是边缘神经系统的一部分，但是被定义为大脑的一部分。嗅觉神经一直延伸到嗅球，嗅球是属于中央神经系统的。在不同嗅觉神经上，嗅觉感受器的复杂设计可以从背景环境气体中识别新的气体并且决定气体的浓度。

### 中央系统
嗅觉感受神经的轴突在嗅球上聚合形成的簇群，叫做嗅小球。在嗅小球内，轴突接触到帽僧细胞的树突以及其他种类细胞。帽僧细胞将其轴突延伸到各个大脑区域，包括嗅前核、梨形皮质、中央杏仁核、内嗅皮质和嗅觉小瘤。